# إدوارد هارجريفز
إدوارد هارجريفز هو سياسي نيوزيلندي، ولد في 5 يناير 1826 في ليفربول في المملكة المتحدة، وتوفي في 9 مارس 1880. انتخب عضو مجلس النواب النيوزيلندي ‏.